# Bradford May
Bradford May (Los Angeles, 3 agosto 1951) è un regista e direttore della fotografia statunitense.
Ha diretto più di 80 fra fiction televisive e film per il cinema. Nel 1992 ha vinto un Primetime Emmy Award per la fotografia del film Lady Against the Odds, da lui stesso diretto.

## Filmografia parziale

### Regista

#### Televisione
- Ai confini della realtà (The Twilight Zone) – serie TV, 1x18-2x03-2x08 (1986-1987)
- Un giustiziere a New York (The Equalizer) – serie TV, 6 episodi (1988-1989)
- Mancuso, F.B.I. – serie TV, 1x02-1x05 (1989)
- Voci nella notte (Midnight Caller) – serie TV, 1x13-2x02-2x03 (1989)
- Vietnam addio (Tour of Duty) – serie TV, 4 episodi (1989-1990)
- Darkman II - Il ritorno di Durant (Darkman II: The Return of Durant) – film TV (1990)
- Madonna - Tutta la vita per un sogno (Madonna: Innocence Lost) – film TV (1994)
- Hunter - Giustizia a Los Angeles (The Return of Hunter) – film TV (1995)
- Darkman III - Darkman morirai (Darkman III: Die Darkman Die) – film TV (1996)
- La leggenda dell'isola maledetta (Gargantua) – film TV (1998)
- Hazzard: Bo e Luke vanno ad Hollywood (The Dukes of Hazzard: Hazzard in Hollywood!) – film TV (2000)
- JAG - Avvocati in divisa (JAG) – serie TV, 30 episodi (2000-2005)
- Hunter - Ritorno alla giustizia (Hunter: Return to Justice) – film TV (2002)
- Wildfire – serie TV, 17 episodi (2006-2008)
- Ritorno alla natura (Jack's Family Adventure) – film TV (2010)
- Backyard Wedding – film TV (2010)
- Cercasi Michael disperatamente (The Michaels) – film TV (2014)
- Una babysitter all'improvviso (Reluctant Nannyshare) – film TV (2015)
- Ossessione matrimonio (Groomzilla) – film TV (2018)

### Direttore della fotografia

#### Cinema
- Scuola di mostri (The Monster Squad), regia di Fred Dekker (1987)
- Devil's Prey, regia di Bradford May (2001)

#### Televisione
- Simon & Simon – serie TV, 33 episodi (1981-1983)
- Dallas – serie TV, 27 episodi (1983-1984)
- Ai confini della realtà (The Twilight Zone) – serie TV, 29 episodi (1985-1987)
- Tremors – serie TV (2003)